# HP-UX
HP-UX è un sistema operativo proprietario di tipo UNIX, sviluppato da Hewlett-Packard, montato sulle macchine utilizzanti microprocessori PA-RISC e Itanium e su sistemi Apollo/Domain. Le prime versioni potevano essere utilizzate su computer HP Integral PC e HP 9000 serie 200, 300 e 400, a partire dal 1984. Queste macchine erano basate sui microprocessori della famiglia Motorola 68000. Dalla serie 500 in poi le macchine vennero basate sui microprocessori proprietari di HP basati su architettura FOCUS.
HP-UX fu il primo UNIX a utilizzare una lista di accesso per gestire l'accesso alle unità logiche e ai file contenuti in esse. HP-UX fu altresì il primo UNIX a includere di serie il Logical Volume Manager, derivato dal gestore logico di Veritas.

## Versioni
- 11.00 (1997) — La prima versione dell'HP-UX in grado di supportare gli indirizzi a 64 bit. Le precedenti versioni utilizzavano un indirizzamento a 32 bit. Questa versione era anche immune al cosiddetto "baco del millennio". Supportava anche la gestione di thread il multiprocessing simmetrico, il fibre channel e l'NFS PV3. Insieme al sistema operativo erano inclusi dei programmi per semplificare la conversione del codice da 32 bit a 64 bit.
- 11.11 (2000) — Conosciuto anche come 11i, questa versione di HP-UX introduceva il concetto di ambiente operativo. Questa versione includeva una serie di livelli e programmi inclusi specificamente indirizzati verso compiti specifici come applicazioni Mission Critical, Enterprise, Internet, Technical Computing, e Minimal Technical OEs (gli ultimi due settaggi erano indirizzati alle workstations HP 9000). I principali miglioramenti tecnologici includevano il supporto delle schede gigabit ethernet, l'NFS su TCP/IP, il kernel regolabile dinamicamente e lo stack protetto.
- 11.20 (2001) — Conosciuto anche come 11i v1.5, questa versione dell'HP-UX è stata la prima a gestire i microprocessori Itanium basati sul sistema IA-64. Non era una versione rivolta ad applicazioni mission critical infatti non supportava HP ServiceGuard cluster software. Questa versione poteva utilizzare il codice generato per i microprocessori PA-RISC su macchine IA64 e utilizzava il Veritas Volume Manager 3.1.
- 11.22 (2002) — Questa versione era dedicata alla famiglia di macchine basate su Itanium e venne chiamata 11i v1.6. Questa versione supportava sistemi scalabili a 64 vie, con MxN thread e aggiungeva molti parametri modificabili dinamicamente del Kernel oltre a includere l'HP Logical Volume Manager per IA64. In questa versione venne incluso il 11i v1 source code stream.
- 11.23 (2003) — La versione originale venne presentata nel settembre del 2003 ed era indirizzata alle macchine Itanium. Nel settembre del 2004 venne rilasciato un aggiornamento per le macchine PA-RISC e Itanium. Questo aggiornamento venne denominato 11i v2. Oltre a funzionare su macchine IA-64 questa versione includeva BIND 9.2.0, ccNUMA, un kernel ottimizzato per le applicazioni web e la configurazione dei dispositivi. Questa versione includeva anche IPv6, Mozilla, Sendmail 8.11.1, un nuovo generatore di numeri casuali e wu-ftpd.
- 11.31 (2007) — Questa versione viene anche identificata come HP-UX 11i v3 e supporta sia l'architettura PA-RISC che quella IA-64.[2] È stata pubblicata il 15 febbraio 2007.[3] Le principali nuove caratteristiche sono il supporto al multipathing nativo, una file cache unificata, NFS v4, Veritas ClusterFS, multi-volume VxFS, e virtualizzazione integrati. L'hyperthreading è supportato sui sistemi Itanium con microprocessori Montecito. HP-UX 11i v3 è conforme allo standard UNIX 03 di The Open Group.[4].